# Władysław Jasiński (polityk)
Władysław Jasiński (ur. 7 października 1944 w Srogowie Dolnym) – polski polityk, ekonomista, poseł na Sejm II kadencji.

## Życiorys
W 1968 ukończył studia na Wydziale Ekonomiki Produkcji Szkoły Głównej Planowania i Statystyki w Warszawie. Był członkiem Zjednoczonego Stronnictwa Ludowego, potem wstąpił do Polskiego Stronnictwa Ludowego. Od listopada 1989 do grudnia 1990 pełnił funkcję podsekretarza stanu (wiceministra) w Urzędzie Postępu Naukowo-Technicznego i Wdrożeń.
W latach 1993–1997 zasiadał w Sejmie II kadencji, reprezentując Krosno. Brał udział w pracach Komisji Polityki Gospodarczej, Budżetu i Finansów, Komisji Ochrony Środowiska, Zasobów Naturalnych i Leśnictwa oraz Komisji Odpowiedzialności Konstytucyjnej. W 1997 nie został ponownie wybrany, następnie wycofał się z bieżącej polityki. Odznaczony Krzyżem Kawalerskim Orderu Odrodzenia Polski (1999).